# Alexander Schleicher滑翔机制造公司
Alexander Schleicher 滑翔机制造公司是一家德国的滑翔机制造商，位于德国黑森州的瓦瑟山麓波彭豪森。企业有105名员工，每年生产90到100架滑翔机，其中65%出口到其他国家。
该公司生产的很多型号都被看作是滑翔机发展的里程碑，并创造了多项世界纪录。例如Hans-Werner Grosse驾驶一架ASW 12滑翔机在1972年4月25日从德国吕贝克飞到了法国的比亚里茨，全程1460公里，创造了一项滑翔机的飞行距离世界纪录。直到今天，Alexander Schleicher有限公司仍然是一家领先的滑翔机制造商。
该公司产品型号自ASW 12以后都采用同一模式，AS表示 Alexander Schleicher，之后的字母代表飞机设计师的名字，数字是飞机型号的顺序号。
所以ASK系列由Rudolf Kaiser设计，ASW系列属于Gerhard Waibel，ASH系列的设计师是Martin Heide，而ASG系列的设计则由Michael Greiner领导。

## 公司历史
在学徒，游学和在瓦瑟山区的Weltensegler有限公司工作之后，训练有素的木匠Alexander Schleicher（1901-1968）于1927年在波彭豪森创立了工厂。凭借自制的“见鬼去（Hol's der Teufel）”号滑翔机，Schleicher赢得了伦山滑翔锦标赛的冠军。之后以这次比赛的奖金为基础，在1927年收购了自己的工作室。1931年迁入位于波彭豪森Hühnrain的场地，这个地址一直使用到今天。在接下来的几年中，该公司以“伦山滑翔机制造厂”的名义运营，主要生产由设计师Alexander Lippisch和Hans Jacobs设计的系列飞机。以及为Rhön-Rossitten公司制造的试验滑翔机“OBS”等一次性项目。
该公司在1936年拥有50名员工。1939年，已有120名员工。二战爆发后，该公司继续为国家社会主义飞行团NSFK和纳粹空军制造滑翔机，并提供维修服务。从1943年起，受帝国航空部委托，建造所谓的“Kunz-Schuler”地面训练模拟器，用于初学者训练。
战争结束后，从1945年至1951年间不再生产飞机，而改为家具制造，直到滑翔运动恢复。 Rudolf Kaiser于1952年加入公司担任飞机设计师。
1963年，Gerhard Waibel开始研发玻璃纤维加强复合材料飞机。 Martin Heide于1981年作为飞机设计师加入公司。
通往公司的道路于2003年更名为Alexander Schleicher 路，Gerhard Waibel在为公司服务39年后于同年退休。
目前企业的领导人为Alexsander的外孙，Peter Kremer和Ulrich Kremer。

## 飞机型号 (1952年以后)

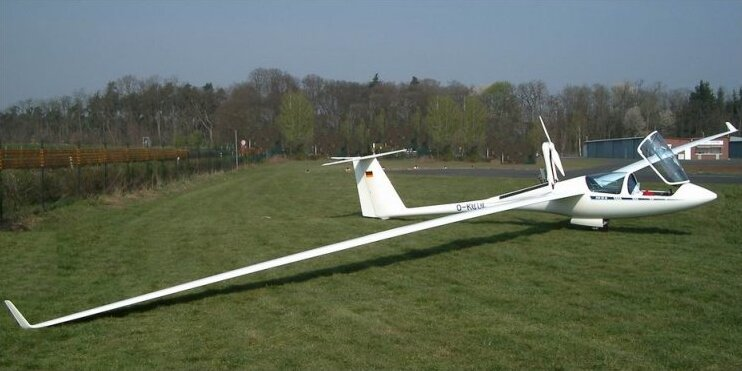
ASH-25双座有动力滑翔机

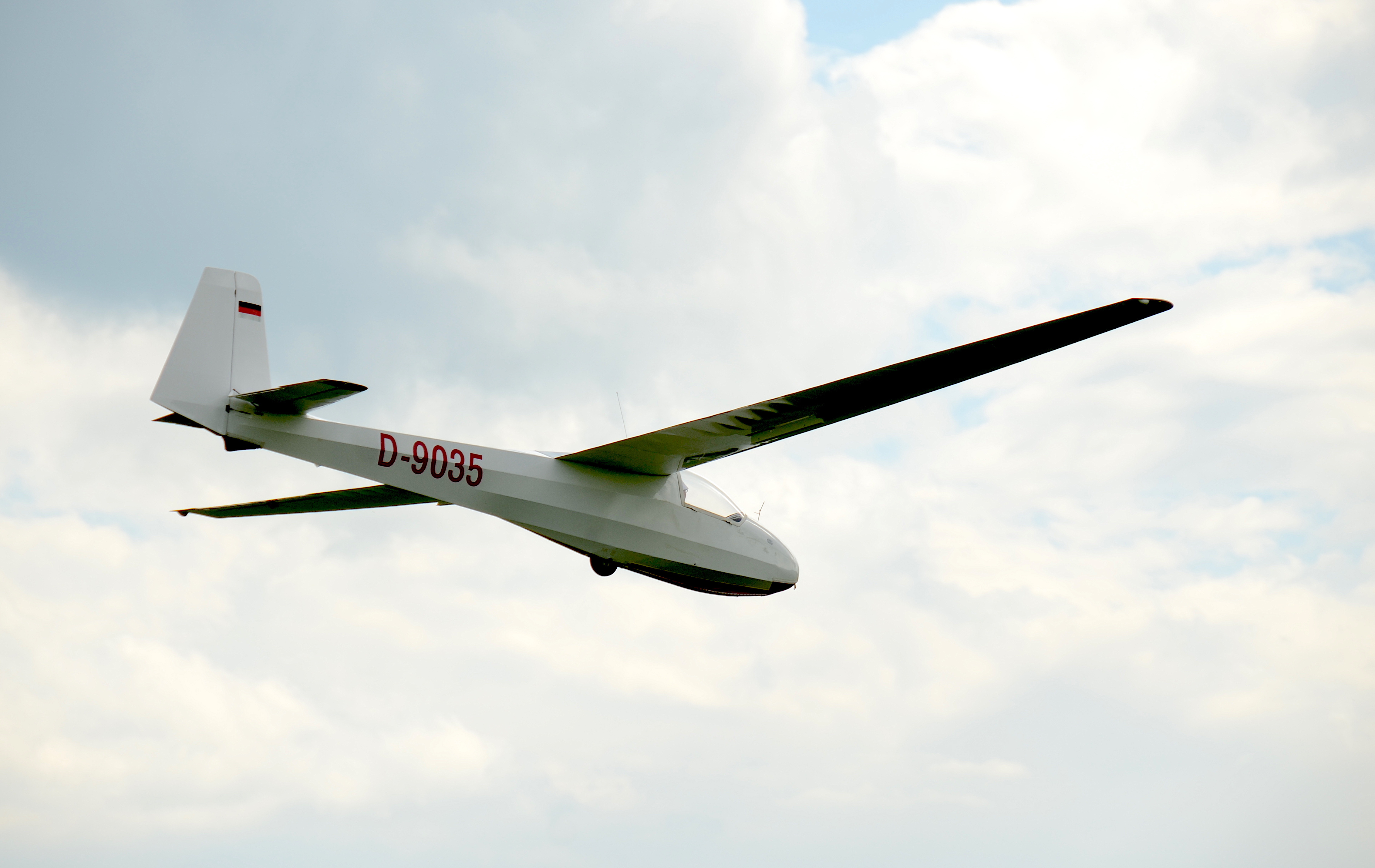
K8单座滑翔机

### 单座型
- Ka 1 Rhönlaus
- Ka 3
- Ka 6, 还包括 Ka 6 B, Ka 6 BR, Ka 6 BR-Pe, Ka 6 C, Ka 6 CR, Ka 6 CR-Pe, Ka 6 BR-S, Ka 6 E
- K 8, 还包括 K 8 A, K 8 B
- K 9
- K 10
- K 11 动力滑翔机, 只生产了一架，作为ASK 14的原型机设计.
- ASW 12
- ASK 14 动力滑翔机
- ASW 15, 还包括 ASW 15B
- ASW 17
- ASK 18
- ASW 19, 还包括 ASW 19B
- ASW 20, 还包括 ASW 20B, L 和 top
- ASW 22, 还包括 B, BL, BLE (Offene Klasse)
- ASK 23
- ASW 24, 还包括有动力型号ASW 24E
- ASH 26, 还包括有动力型号ASH 26E
- ASW 27
- ASW 28, 还包括ASW 28-18以及有动力型号28-18 E
- ASG 29, 带辅助动力型号ASG 29E
- ASH 31 Mi

### 双座型

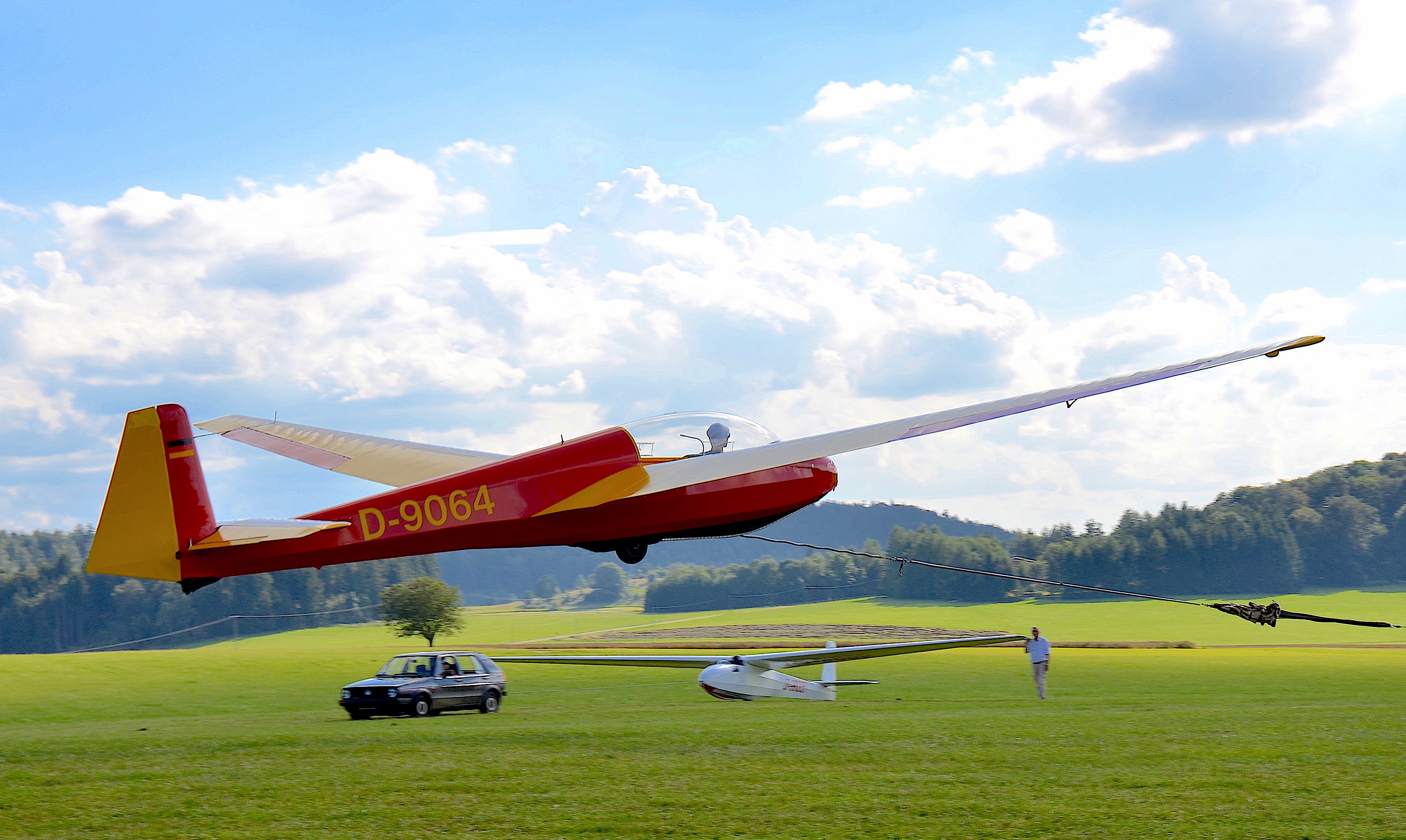
一架正在起飞的ASK13双座滑翔机

- Ka 2 Rhönschwalbe, 还包括 K2b
- Ka 4 Rhönlerche
- K 7 Rhönadler
- ASK 13
- ASK 16 Motorsegler
- ASK 21, 还包括有动力型号ASK 21 Mi
- ASW 22-2, ASH 25的原型 (Offene Klasse)
- ASH 25, 还包括有动力型号ASH 25E, M 和 Mi 以及 ASH25 EB27 和 ASH25 EB28
- ASH 30 Mi
- ASG 32, 以及有动力型号ASG 32Mi和带电动辅助发动机的ASG 32EL

## 文献
- Richard Ferrière/ Peter F. Selinger: Rhönsegler. Alexander Schleichers Segelflugzeuge und Motorsegler 1951–1987. Motorbuch Verlag, Stuttgart 1988.

## 链接
- . Alexander Schleicher.   [2011-04-11]. |periodical=和|work=只需其一 (帮助) 制造商主页

（页面存档备份，存于）

## 引用来源
1. ↑  .   [2019-04-26]. （原始内容存档于2010-06-14）. (www.luftfahrtlexikon.net)